# Vieille-Toulouse
Vieille-Toulouse ist eine Gemeinde mit 1224 Einwohnern (Stand 1. Januar 2022) in Südfrankreich, in der Region Okzitanien und im Département Haute-Garonne, acht Kilometer südlich von Toulouse.

## Geografie
Die Gemeinde grenzt an das Stadtgebiet von Toulouse und liegt etwa acht Kilometer südlich des Stadtzentrums. Im Westen wird die Gemarkung durch die Garonne begrenzt. Der Dorfkern und der überwiegende Teil der Gemarkung liegen etwa 100 m über dem Garonnetal auf einem von mehreren Quertälern durchsetzten Höhenrücken.

## Geschichte
Der Ort ist seit dem 8., vielleicht schon seit dem 13. Jh. v. Chr. besiedelt gewesen, wahrscheinlich von Iberern. Ende des 3. Jh. v. Chr. wanderten Volcae-Tektosagen ein in das Gebiet zwischen Mittelmeer, Garonne und Pyrenäen und erhoben diesen Ort zu ihrer Hauptstadt Tolosa Tectosagum. Es entwickelte sich eine Stadt von 90 bis 100 Hektar Größe und vermutlich 5000 Einwohnern, mit zahlreichen Handwerksbetrieben, zwei Tempeln und bedeutendem Fernhandel, insbesondere für die Einfuhr von Wein aus Italien.
Die Stadt kam ab Ende des 2. Jh. v. Chr. unter römische Herrschaft und wurde zu einem Emporium, einem Platz, an dem Waren und Münzen aus fast ganz Europa gehandelt wurden.
Etwa im Jahr 8 v. Chr. wurde die Stadt aufgegeben zugunsten der neu gegründeten römischen Siedlung an der Stelle der heutigen Toulouser Stadtmitte.
Auf dem Platz der untergegangenen Siedlung stand vermutlich schon im frühen Mittelalter ein Gutshof. Östlich davon entwickelte sich das heutige Dorf, 1276 zum ersten Mal als Veterem Tolosam erwähnt.
Bis in die Mitte des 20. Jh. war Vieille-Toulouse ausschließlich von der Landwirtschaft geprägt.

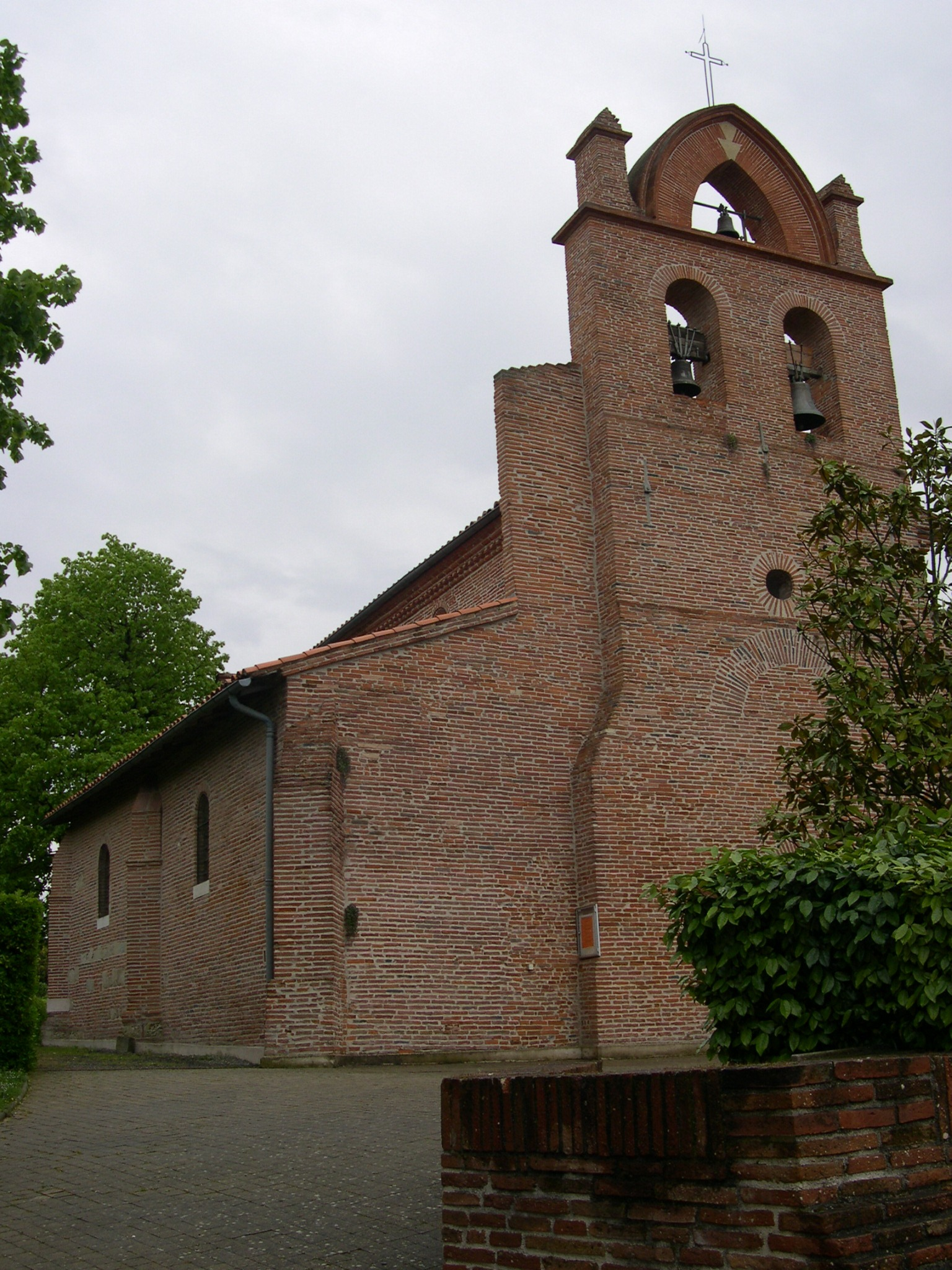
Romanische Dorfkirche von Vieille-Toulouse

Während des Zweiten Weltkrieges gab es in den Jahren 1943 bis 1944 eine deutsche Flakstellung auf einer Anhöhe der Gemeinde.
Im Jahre 1950 wurde der Toulouser Golfplatz auf dem Gelände der antiken Siedlung angelegt.

## Wappen
Schild mit sechs abwechselnd silbernen und grünen horizontalen Streifen.

## Bevölkerungsentwicklung
| Jahr                                   | 1778 | 1921 | 1962 | 1968 | 1975 | 1982 | 1990 | 1999 | 2007 | 2008 |
| -------------------------------------- | ---- | ---- | ---- | ---- | ---- | ---- | ---- | ---- | ---- | ---- |
| Einwohner                              | 242  | 171  | 186  | 255  | 565  | 727  | 867  | 894  | 1070 | 1151 |
| Ab 1962 nur Einwohner mit Erstwohnsitz |      |      |      |      |      |      |      |      |      |      |

## Sport
Im Jahr 2025 soll die Tour de France auf der 11. Etappe durch die Gemeinde Vieille-Toulouse führen. Auf der D95 soll mit der Côte de Vieille-Toulouse (257 m) eine Bergwertung der 4. Kategorie abgenommen werden. Insgesamt weist der Anstieg auf einer Länge von 1300 Metern eine durchschnittliche Steigung von 6,8 % auf.

## Sehenswertes
- Romanische Dorfkirche (Johannes der Täufer), 13. Jahrhundert
- Zahlreiche Funde aus der Antike im Musée Saint-Raymond, Toulouse